# Cryptophagus versicolor
Cryptophagus versicolor là một loài bọ cánh cứng trong họ Cryptophagidae. Loài này được Lindberg miêu tả khoa học năm 1950.